# Cosmetus peruvicus
Cosmetus peruvicus is een hooiwagen uit de familie Cosmetidae.